# Isotta Fraschini Tipo 6-C
Der Isotta Fraschini Tipo 6-C, auch Isotta Fraschini Tipo 6 LMH Competitizione, ist ein Le Mans Hypercar, den Michelotto Engineering 2023 für den Einsatz bei Sportwagenrennen entwickelte. 

## Entwicklungsgeschichte und Technik
Die Wiedererstehung der Automobilmarke Isotta Fraschini ging auf die Initiative des kolumbianischen Unternehmers Frank Kanayet Yepes zurück. Der 1899 gegründete Automobilhersteller Isotta Fraschini zählte zu den Pionieren des Fahrzeugbaus und produzierte nach der Aufgabe des Pkw-Sparte bis in die 1980er-Jahre Lastkraftwagen und Busse. 1908 gewann Vincenzo Trucco auf einem Isotta Fraschini 50 HP/8.0 die dritte Targa Florio der Motorsportgeschichte. 
Yepes und der ehemalige Alfa-Romeo-Manager Alfredo Reboa investierten in die Entwicklung von Elektrofahrzeugen. Als Rennableger entstand der Tipo 6-C. 
Nach dem Glickenhaus SCG 007 LMH und dem Vanwall Vandervell 680 ist der Tipo 6-C das dritte Le-Mans-Hypercar eines Privatteams, da Isotta Fraschini von der FIA nicht als Hersteller eingestuft wurde. Im Unterschied zu den Hypercars mit Verbrennungsmotor ohne Hybridantrieb von Glickenhaus und Vanwall  ist der Tipo 6-C wie die Hersteller-Prototypen ein Hypercar mit Verbrennungsmotor und Hybridantrieb. Der 3-Liter-Sechszylinder-Motor mit Turbolader ist eine Eigenentwicklung und entstand durch eine Zusammenarbeit mit der deutschen HWA AG. Das Getriebe-Hybrid-System wird von Xtrac bereitgestellt, wobei die integrierte Motor-Generator-Einheit von Bosch und Batterien von Williams Advanced Engineering geliefert werden, wodurch Isotta Fraschini Einheitsbauteile der LMDh-Wagen übernimmt.

## Renngeschichte

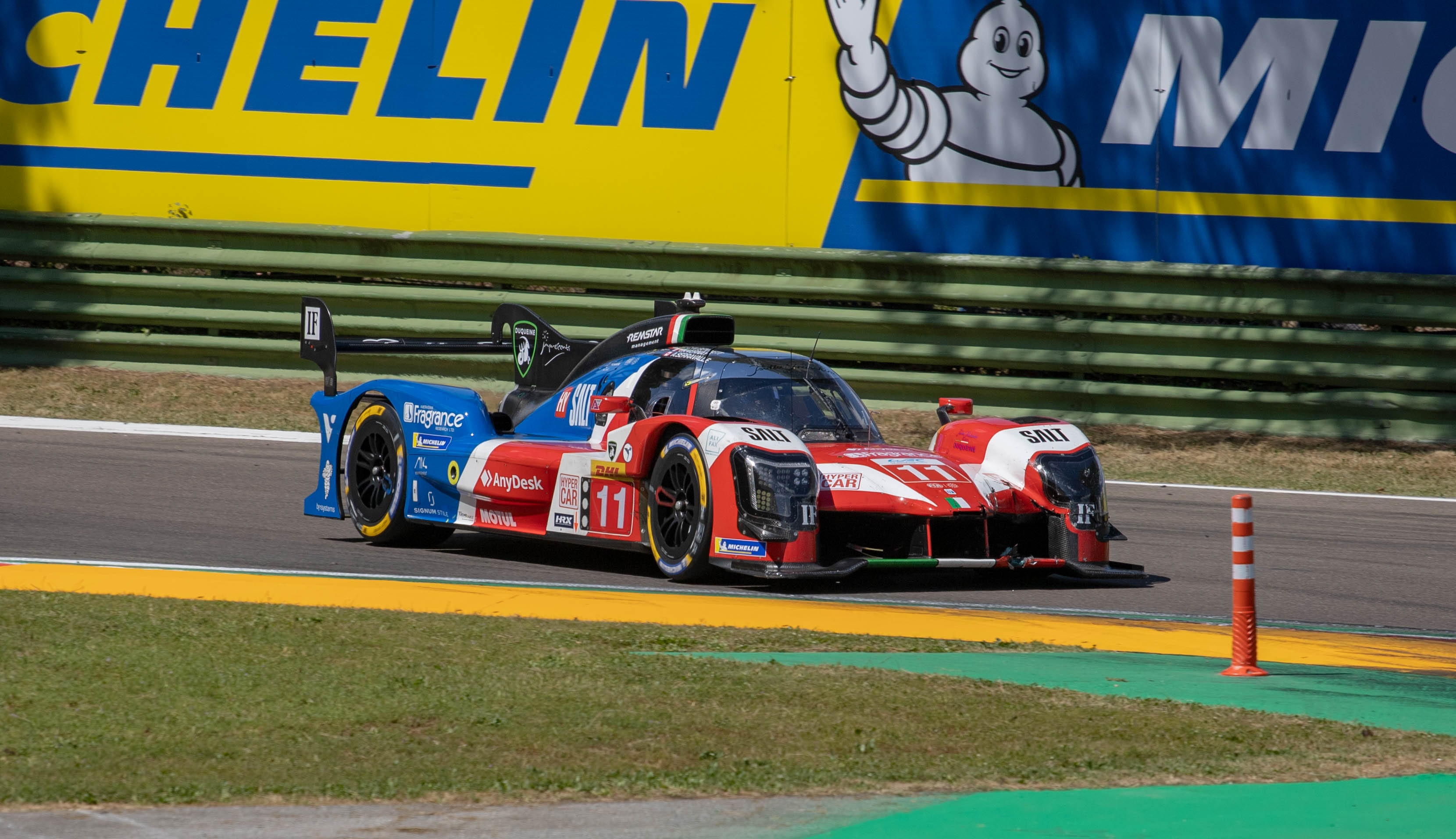
Erste Zielankunft des Isotta Fraschini Tipo 6-C in FIA-Langstrecken-Weltmeisterschaft; 17. Gesamtrang beim 6-Stunden-Rennen von Imola

Sehr schnell stellte sich heraus, dass der ehrgeizige Plan, den Tipo 6-C noch während der FIA-Langstrecken-Weltmeisterschaft 2023 einzusetzen, nicht zu verwirklichen war. Herstellung und Test benötigten mehr Zeit. Als Einsatzteam gab Isotta Fraschini im Herbst 2022 den britischen Rennstall Vector Sport bekannt, der auch die ersten Testfahrten mit dem Fahrzeug und dem Fahrer Marco Bonanomi durchführte. Im Dezember 2023 erklärte Isotta Fraschini-Teammanager Claudio Berro, dass man die Zusammenarbeit mit Vector Sport beendet habe und die Renneinsätze des Tipo 6-C nunmehr in den Händen von Duqueine Engineering lägen. Als Grund nannte er finanzielle Überlegungen.

### 2024
Sein Renndebüt gab der Tipo 6-C beim 1812-km-Rennen von Katar, dem ersten Wertungslauf der FIA-Langstrecken-Weltmeisterschaft 2024. Als Fahrer wurden neben dem erfahrenen Franzosen Jean Karl Vernay der Thailänder Carl Wattana Bennett und der Kanadier Antonio Serravalle verpflichtet. Der Einsatz endete nach einem irreparablen Aufhängungsschaden vorzeitig.
Vor dem 6-Stunden-Rennen von Austin gab Isotta Fraschini den sofortigen Rückzug des Tipo 6-C aus der laufenden Meisterschaft bekannt. Unstimmigkeiten mit dem Einsatzteam Duqueine, deren Eigentümer sich unter anderem geweigert hätten weiterführende Testarbeit zu leisten, wurden als Begründung angegeben. Eine Rückkehr in die Weltmeisterschaft ließ die Teamführung offen. Bestes Ergebnis des Tipo 6-C war der 14. Gesamtrang beim 24-Stunden-Rennen von Le Mans.

## Statistik

### Einzelergebnisse in der FIA-Langstrecken-Weltmeisterschaft
| Saison | Team             | Startnummer | Fahrer                                                   | 1   | 2   | 3   | 4   | 5   | 6   | 7   | 8   |
| ------ | ---------------- | ----------- | -------------------------------------------------------- | --- | --- | --- | --- | --- | --- | --- | --- |
| 2024   | Isotta Fraschini | 11          | Carl Wattana Bennett Antonio Serravalle Jean Karl Vernay | KAT | IMO | SPA | LEM | SAO | AUS | FUJ | BAH |
| 2024   | Isotta Fraschini | 11          | Carl Wattana Bennett Antonio Serravalle Jean Karl Vernay | DNF | 17  | 15  | 14  | DNF |     |     |     |